# Anatolij Dimarow
Anatolij Andrijowytsch Dimarow (ukrainisch Анатолій Андрійович Дімаров, russisch Анатолий Андреевич Димаров Anatoli Andrejewitsch Dimarow; * 5. Mai 1922 in Myrhorod, Ukrainische SSR; † 29. Juni 2014 in Kiew, Ukraine) war ein ukrainischer Prosa-Schriftsteller.

## Leben
Anatolij Dimarow kam in einem Weiler (Хутір Chutir) bei der Stadt Myrhorod in der heute ukrainischen Oblast Poltawa als Anatolij Andrijowytsch Harassjuta (Гарасюта Анатолій Андрійович) zur Welt. Sein Vater war ein wohlhabender Bauer und seine Mutter eine Priestertochter. Um einer Deportation nach Sibirien zu entgehen, trennte sich der Vater von der Familie und die Kinder erhielten andere Nachnamen. Nachdem Anatolij das Abitur gemacht hatte, wurde er 1940 in die Rote Armee eingezogen und nahm als Soldat am Zweiten Weltkrieg teil.
Nach Kriegsende arbeitete er in der Redaktion der Zeitung Sowetskaya Wolyn (Советская Волынь) und 1944 begann er zu veröffentlichen. Von 1946 an war er Mitglied der KPdSU und 1949 wurde er Mitglied des Schriftstellerverbandes der UdSSR. Seine erste Sammlung von Kurzgeschichten Гості з Волині (Gäste aus Wolhynien) wurde 1948 veröffentlicht.
Er studierte in den Jahren 1950/51 in Moskau am Maxim-Gorki-Literaturinstitut und zwischen 1951 und 1953 am Pädagogischen Institut in  Lwiw. Nach seinem Abschluss war er als Redakteur bei verschiedenen Verlagen tätig.
Dimarow ist Autor der Romane Його сім'я (Seine Familie, 1956), Ідол (Idol, 1961), І будуть люди (Und es wird Menschen geben, 1964), Біль і гнів (Schmerz und Wut, 1974) sowie einer Reihe von Geschichten. Zudem verfasste er Geschichten für Kinder. Einige seiner Werke wurden verfilmt.
Dimarow starb 92-jährig im Kiewer Feofanyja-Krankenhaus an Krebs und wurde in Kiew auf dem Baikowe-Friedhof bestattet.

## Ehrungen
- 1981 Taras-Schewtschenko-Preis[7]
- 2006 Orden des Fürsten Jaroslaw des Weisen 5. Klasse[2]
- 2012 Orden des Fürsten Jaroslaw des Weisen 4. Klasse[8]